# Brachyglottis pentacopa
Brachyglottis pentacopa là một loài thực vật có hoa thuộc họ Asteraceae.
Loài này chỉ có ở New Zealand.